# Aéroport d'Enontekiö
L'aéroport d'Enontekiö (Enontekiön lentoasema en finnois) (code IATA : ENF • code OACI : EFET) est situé à Enontekiö en Finlande. En fait, l'aéroport est situé à 5 milles marins (9,3 km) du centre-ville d'Enontekiö.

## Situation
| \| 50 km1:2 811 000 \| Enontekiö Helsinki-Malmi Helsinki-Vantaa Ivalo Joensuu Jyväskylä Kajaani Kemi-Tornio Kittilä Kokkola-Pietarsaari Kuopio Kuusamo Lappeenranta Mariehamn Oulu Pori Rovaniemi Savonlinna Tampere Turku Vaasa Varkaus |
| 50 km1:2 811 000 |

## Compagnies et destinations
| Compagnies | Destinations                                                                                    |
| ---------- | ----------------------------------------------------------------------------------------------- |
| Enter Air  | En saison charter : - Belfast - Birmingham - Londres-Gatwick - Glasgow - Humberside - Newcastle |
| Jet2.com   | En saison charter : Londres-Stansted, Manchester, Newcastle                                     |

Édité le 16/10/2018. Actualisé le 28/02/2023.

## Trafic de passagers
Pour des raisons techniques, il est temporairement impossible d'afficher le graphique qui aurait dû être présenté ici.

Voir la requête brute et les sources sur Wikidata.
| Année | Domestique | International | Total  | Variation |
| ----- | ---------- | ------------- | ------ | --------- |
| 2005  | 669        | 13 028        | 13 697 | −14,8 %   |
| 2006  | 545        | 16 868        | 17 413 | +27,1 %   |
| 2007  | 856        | 24 230        | 25 086 | +44,1 %   |
| 2008  | 772        | 20 473        | 21 245 | −15,3 %   |
| 2009  | 814        | 16 869        | 17 683 | −16,8 %   |
| 2010  | 848        | 15 175        | 16 023 | −9,4 %    |
| 2011  | 721        | 17 517        | 17 517 | +9,3 %    |
| 2012  | 1 282      | 20 000        | 21 282 | +16,7 %   |
| 2013  | 1 832      | 18 337        | 20 169 | −5,2 %    |

## Annexe